# Krasnye djavoljata
Krasnye djavoljata (russisk: Красные дьяволята, dansk: Røde Djævle) er en sovjetisk stum eventyrfilm fra 1923 produceret af Odessa Film Studio og af instrueret af Ivan Perestiani. Filmen er baseret på Pavel Bljakhins roman af samme navn af fra 1922. Filmen er en af de mest berømte og citerede af sovjetiske eventyrfilm.

## Handling
Filmen foregår under den Den Russiske Borgerkrig og handler om tre unge mænd, der kæmper mod styrker loyale overfor den ukrainske anarkist Nestor Makhno. I filmens begyndelse angriber Makhnos styrker en landsby og massakrerer de lokale bønder og kommunister. Herefter organiserer de tre kampen mod Makhno og ender med at tage ham til fange og leverer ham til den sovjetiske hær.
Fra et historisk synspunkt har begivenhederne i filmen intet reelt grundlag. Filmen foregår på et tidspunkt, hvor Makhno var øverstbefalende for den sovjetiske revolutionære arbejder- og bondehær, og det var først i 1921, at bolsjevikkerne anså Nestor Makhnos partisanafdelinger som klassefjender. Romanen blev skrevet i denne kontekst og romanens og filmens begivenheder har ikke støtte i de faktiske begivenheder.

## Modtagelse
Filmen blev en stor publikumssucces. Pravda kaldte filmen "den bedste sovjetiske film" og Kinogazeta skrev: "Denne film er et mirakel af sovjetisk filmografi. Et mirakel, som ingen forventede. For filmen er perfekt ikke kun ud fra filmkunstens synspunkt, men også helt i overensstemmelse med den proletariske revolution.".
Successen medførte, at der blev indspillet fire efterfølgere til filmen. Efterfølgerne fik dog mindre betydning.  Filmen blev genudgivet i 1943 med stemmer lagt på den originale stumfilm og blev vist i sovjetiske biografer. 

## Medvirkende
- Pavel Jesikovskij - Misja
- Sofia Josephey - Dunjasja
- Kador Ben-Salim - Tom Jackson
- Vladimir Kutjerenko - Makhno
- Konstantin Davidovskij - Budjonnyj